# BS列車・どーも君号が行く
BS列車・どーも君号が行く（びーえす れっしゃ どーもくんごうが いく）は、2000年6月30日から2002年3月17日までNHKBS2で放送されたテレビ番組である。
BSのキャラクターどーもくんたちを乗せた列車が結び、エリアの魅力を探っていく地域再発見番組である。その土地ならではの芸や技、ドラマを持った人々「ブラボーさん」を探し、選ばれたブラボーさんたちが「どーも君号」に乗って、終着駅近くのステージでふるさと自慢を披露する。司会は徳田章。

## 放送時間
- 金曜 19:35 - 21:53「金曜特集」（2000年6月 - 9月）
- 金曜 19:30 - 21:48「金曜特集」（2000年10月 - 2001年12月）
- 日曜 19:20 - 21:38「BSエンターテインメント」（2002年2月 - 3月）

## 放送リスト
1. 2000年6月30日：北海道・宗谷本線
2. 2000年7月28日：広島県・瀬戸内編
3. 2000年9月8日：宮城県・仙石線編
4. 2000年10月27日：愛知県・知多半島編
5. 2000年11月24日：京都府・北近畿タンゴ鉄道編
6. 2001年2月23日：千葉県・成田線編
7. 2001年3月30日：今夜決定!ゴールデンブラボー大賞
8. 2001年5月25日：群馬県・上越線編
9. 2001年7月13日：福岡県・鹿児島本線編
10. 2001年9月7日：和歌山県・紀州路編
11. 2001年10月5日：島根県・出雲路編
12. 2001年11月2日：静岡県＆愛知県・東海道編
13. 2001年12月14日：北海道室蘭・千歳線編
14. 2002年2月3日：山形県・奥羽本線編
15. 2002年3月17日：高知県・土佐電鉄編